# Championnat du Costa Rica de football 1975-1976
Navigation
Saison précédente Saison suivante
La Primera División 1975-1976 est la cinquante-quatrième édition de la première division costaricienne.
Lors de ce tournoi, le Deportivo Saprissa a conservé son titre de champion du Costa Rica face aux neuf meilleurs clubs costariciens.
La saison était divisée en deux phases, lors de la première phase, chacun des dix clubs participant était confronté trois fois aux neuf autres équipes, puis les cinq meilleures et les cinq dernières équipes se sont affrontées deux fois de plus.
Seulement deux places étaient qualificatives pour la Coupe des champions de la CONCACAF, places également qualificatives pour la Coupe de la fraternité.

## Les 10 clubs participants
| \| San José: Deportivo México Deportivo Saprissa Universidad LD Alajuelense CS Cartagines AD Guanacasteca CS Herediano Limón North. I San José AD Ramonense I San José Municipal Turrialba I San José \| Localisation des clubs engagés dans le championnat. |
| San José: Deportivo México Deportivo Saprissa Universidad LD Alajuelense CS Cartagines AD Guanacasteca CS Herediano Limón North. I San José AD Ramonense I San José Municipal Turrialba I San José                                                           |

| Club                | Stade                        | Capacité          | Ville        |
| LD Alajuelense      | Stade Alejandro Morera Soto  | 17 900            | Alajuela     |
| CS Cartagines       | Stade José Rafael Meza       | 13 500            | Cartago      |
| AD Guanacasteca     | Stade Chorotega              | 4 000             | Nicoya       |
| CS Herediano        | Stade Eladio Rosabal Cordero | 8 100             | Heredia      |
| Limón Northern      | Stade Juan Gobán             | 3 000             | Puerto Limón |
| Deportivo México    | Stade inconnu                | Capacité inconnue | Guadalupe    |
| AD Ramonense        | Stade Carlos Roldan          | 5 000             | San Ramón    |
| Deportivo Saprissa  | Stade Ricardo Saprissa       | 23 100            | San José     |
| Municipal Turrialba | Stade Rafael Ángel Camacho   | 4 500             | Turrialba    |
| Universidad         | Stade Ecológico              | 1 800             | San José     |

## Compétition
Après les 27 premiers matchs, les cinq meilleures équipes et les cinq dernières joue les huit matchs supplémentaires face aux quatre autres équipes de leur moitié de tableau. Il n'y a pas eu de relégation lors de cette saison pour faire passer le nombre de clubs à 12.
Le classement est établi sur l'ancien barème de points (victoire à 2 points, match nul à 1, défaite à 0).
Le départage final se fait selon les critères suivants :
- Le nombre de points.
- La différence de buts générale.
- La différence de buts particulière.
- Le nombre de buts marqué.

### Classement
| Rang | Équipe                 | Pts | J  | G  | N  | P  | Bp | Bc | Diff |
| ---- | ---------------------- | --- | -- | -- | -- | -- | -- | -- | ---- |
| 1    | Deportivo Saprissa (T) | 43  | 35 | 16 | 11 | 8  | 66 | 37 | +29  |
| 2    | Deportivo México       | 47  | 35 | 18 | 11 | 6  | 53 | 31 | +22  |
| 3    | CS Cartagines          | 50  | 35 | 22 | 6  | 7  | 67 | 36 | +31  |
| 4    | LD Alajuelense         | 34  | 35 | 12 | 10 | 13 | 51 | 45 | +6   |
| 5    | AD Ramonense           | 30  | 35 | 9  | 12 | 14 | 54 | 71 | -17  |
| 6    | AD Guanacasteca (P)    | 29  | 35 | 10 | 9  | 16 | 42 | 57 | -15  |
| 7    | CS Herediano           | 37  | 35 | 14 | 9  | 12 | 48 | 39 | +9   |
| 8    | Limón Northern         | 28  | 35 | 9  | 10 | 16 | 40 | 65 | -25  |
| 9    | Municipal Turrialba    | 31  | 35 | 11 | 9  | 15 | 43 | 61 | -18  |
| 10   | Universidad            | 21  | 35 | 5  | 11 | 19 | 41 | 63 | -22  |

| Légende : Qualifications et relégations | Légende : Qualifications et relégations                                                                                |
| --------------------------------------- | --- |
|                                         | Coupe des champions de la CONCACAF 1977 (1er Tour de qualification) Coupe de la fraternité 1977 (en) (Phase de groupe) |
|                                         | (T) : Tenant du titre (P) : Promu de la saison 1974-1975                                                               |

## Bilan du tournoi
| Tableau d'Honneur |                    |
| Compétition       | Vainqueur          |
| Primera División  | Deportivo Saprissa |

| Qualifications continentales 1976-1977 |                                     |
| Coupe des champions de la CONCACAF     | Qualifiés                           |
| Premier tour de qualification          | Deportivo Saprissa Deportivo México |
| Coupe de la fraternité                 | Qualifiés                           |
| Phase de groupe (en)                   | Deportivo Saprissa Deportivo México |

| Promotions et relégations   |                      |
| Relégué en Segunda División | Aucun                |
| Promu de Segunda División   | Municipal Puntarenas |

## Statistiques

### Meilleur buteur
- Carlos Solano (Deportivo Saprissa) 24 buts